# Pomesanië

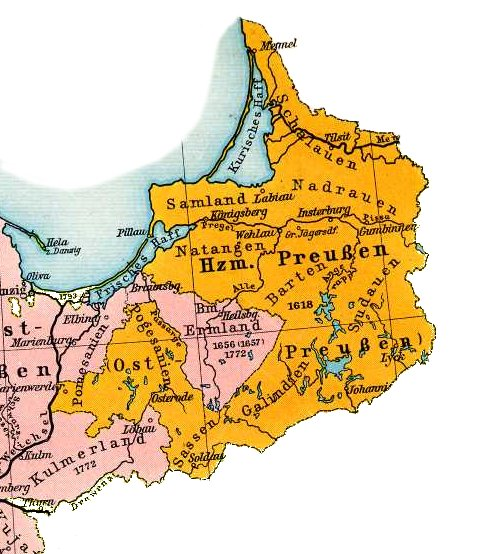
Oost-Pruisen met Pomesanië in 1648

Pomesanië (Pools: Pomezania; Duits: Pomesanien; Latijn: Pomesania) is een historische regio en voormalig bisdom in Polen.

## Geografie
Pomesanië strekt zich langs de rechteroever van de Nogat en de Wisła uit van het Wislahaf tot het Kulmerland. Het grenst aan de historische landstreken Pommerellen in het westen, aan Ermland en Pogesanië in het oosten en aan Kulmerland in het zuiden. De regio omvat de steden Kwidzyn (Mariënwerder) en Elbląg (Elbing).

## Geschiedenis
Pomesanië was een van de gouwen van de oude Pruisen, het woongebied van de stam der Pomesanen. Het werd in de dertiende eeuw veroverd door de ridders van de Duitse Orde. Rond de door de Orde gebouwde burchten Mariënwerder en Elbing ontstonden in 1233 en 1237 de gelijknamige steden, die met Duitse immigranten werden bevolkt. De legaat Willem van Modena stichtte in 1245 het bisdom Pomesanië, met zetel in Riesenburg, dat groter was dan de oude gouw. In 1525 ging bisschop Erhard von Queis over tot het protestantisme. De titel "bisschop van Pomesanië" verviel hiermee aan de bisschoppen van Kulmerland. Binnen Pruisen behoorde het gebied sinds 1773 tot de provincie Oost-Pruisen en als zodanig sinds 1871 tot het Duitse Keizerrijk. Na de Duitse nederlaag in de Tweede Wereldoorlog werd Pomesanië in 1945 aan Polen toegekend.
Barten · Ermland · Galindië · Kulmerland · Nadrauen · Natangen · Pogesanië · Pomesanië · Samland · Sassen · Schalauen · Sudauen